# Holy Live
Holy Live es el primer álbum en vivo de la banda brasileña de power metal Angra, lanzado en 1997 por Paradoxx Music.

## Detalles
Fue grabado en el Aquaboulevard de París, Francia el 15 de noviembre de 1996, durante el tour del álbum Holy Land, incluyendo temas de este disco y de Angels Cry.

## Lista de canciones
1. "Crossing" - 1:55
2. "Nothing to Say" (Matos/Loureiro/Confessori) - 6:22
3. "Z.I.T.O" (Loureiro/Bittencourt/Matos) - 6:04
4. "Carolina IV" (Bittencourt/Loureiro/Matos/Mariutti/Confessori) - 13:13
5. "Unfinished Allegro" (Matos) - 1:14
6. "Carry On" (Matos) - 5:03

## Formación
- Andre Matos - Voces.
- Kiko Loureiro - Guitarra.
- Rafael Bittencourt - Guitarra.
- Luís Mariutti - Bajo.
- Ricardo Confessori - Batería.